# Prvenstvo Ljubljanskog nogometnog podsaveza 1927./28.
Prvenstvo Ljubljanskog podsaveza za sezonu 1927./28. bilo je deveto nogometno natjecanje u organizaciji Ljubljanskog nogometnog podsaveza.
Sustav igranja ostao je isti, igraju se tri skupine i završnica za prvaka.

## Novosti
Sezona 1927./28. započela je zakašnjelim Kupom kralja, koji se tada igrao posljednji put. Ovoga puta momčad LJNP-a igrala je u gostima u Beogradu, gdje ih je domaća momčad lako svladala rezultatom 5:0. Prvi razred ljubljanske skupine, koji se igrao po već ustaljenom sustavu, donio je i prvu napetu borbu za naslov, jer su glavni favoriti Ilirija i Primorje završili potpuno izjednačeni. Oba lidera upisala su samo pobjede protiv preostalih momčadi, a imali su i isti omjer danih i primljenih golova, 7,667. Stoga je odigrana dodatna utakmica za prvo mjesto koja je bila na rasporedu 17. svibnja. Na domaćem terenu, pred 2000 gledatelja, Primorje je slavilo 2:1 uz dva pogotka svoje prve prijeratne zvijezde Adolfa Ermana, što je značilo da prvi put u povijesti naslov neće pripasti Iliriji. Crno-bijeli, za koje su igrali Jančigaj, Svetic, Pečnik, Zemljak, Slamič, Pišek, Jug, Erman, Čebohin, Buljevič i Uršič, imali su tako iznimnu priliku za svoj prvi podsavezni trofej, ali morali su pobijediti Maribor koji je bez borbe stigao do finala jer je Athletik kao prvak Celjske skupine jednostavno odustao od natjecanja. Finale je bilo na rasporedu krajem svibnja u Ljubljani, a nakon prilično izjednačene igre Primorje je uspjelo ostvariti tek minimalnu pobjedu i tako se upisati u povijesne knjige.

Crno-bijelima u daljnjem natjecanju za državno prvenstvo nije sve išlo po planu, jer su u pretkolu nakon tri izuzetno izjednačena susreta eliminirani od SAŠK-a iz Sarajeva. U međuvremenu u Ljubljani pojavili brojni novi manji klubovi kao što su Reka, Svoboda, Krakovo, Panonija i Natakar, no oni imali svoje odgovarajuće terene, pa su se duže vrijeme sve prvenstvene utakmice u gradu igrale samo na terenima Ilirije i Primorja.

## Grupne lige

### Ljubljana
| mj. | klub           | ut. | pob. | ner. | por. | gol+ | gol- | bod |
| --- | -------------- | --- | ---- | ---- | ---- | ---- | ---- | --- |
| 1.  | Ilirija        | 10  | 9    | 0    | 1    | 69   | 9    | 18  |
| 2.  | Primorje       | 10  | 9    | 0    | 1    | 46   | 6    | 18  |
| 3.  | Slovan         | 10  | 4    | 1    | 5    | 28   | 41   | 9   |
| 4.  | Hermes         | 10  | 3    | 1    | 6    | 21   | 29   | 7   |
| 5.  | Jadran         | 10  | 3    | 1    | 6    | 15   | 59   | 7   |
| 6.  | Slavija Vodmat | 10  | 0    | 1    | 9    | 8    | 43   | 1   |

| Prva momčad |   | Druga momčad | Rezultat 17. 5. 1928. |
| ----------- | - | ------------ | --------------------- |
| Primorje    | – | Ilirija      | 2:1                   |

### Celje
Igrano je po kup-sustavu (u Celju i Trbovlju) s uzvratnim utakmicama na proljeće.
| Prva momčad     |               | Druga momčad    | 1. utakmica      | 2. utakmica     |
| Poluzavršnica   | Poluzavršnica | Poluzavršnica   | 9./16. 10. 1927. | 8./15. 4. 1928. |
| --------------- | ------------- | --------------- | ---------------- | --------------- |
| Athletik Celje  | –             | SK Celje        | 6:1              | 3:0 (pf)        |
| SK Trbovlje     | –             | Amater Trbovlje | 1:3              | 0:3 (pf)        |
| Završnica       | Završnica     | Završnica       | 15. 4. 1928.     | 22. 4. 1928.    |
| Amater Trbovlje | –             | Athletik Celje  | 1:4              | 3:6             |

- Athletik Celje ide u završnicu prvenstva

### Maribor
| \| mj. \| klub \| ut. \| pob. \| ner. \| por. \| gol+ \| gol- \| bod \| \| --- \| -------------- \| ------------------------------------ \| ------------------------------------ \| ------------------------------------ \| ------------------------------------ \| ------------------------------------ \| ------------------------------------ \| ------------------------------------ \| \| 1. \| 1. SSK Maribor \| 8 \| 8 \| 0 \| 0 \| 40 \| 2 \| 16 \| \| 2. \| Rapid \| 8 \| 6 \| 0 \| 2 \| 24 \| 6 \| 12 \| \| 3. \| SK Ptuj \| 8 \| 2 \| 1 \| 5 \| 14 \| 40 \| 5 \| \| 4. \| Železničar \| 8 \| 2 \| 0 \| 6 \| 16 \| 26 \| 4 \| \| 5. \| Svoboda \| 8 \| 1 \| 1 \| 6 \| 7 \| 27 \| 3 \| \| 6. \| Merkur \| Merkur je odustao tijekom polusezone \| Merkur je odustao tijekom polusezone \| Merkur je odustao tijekom polusezone \| Merkur je odustao tijekom polusezone \| Merkur je odustao tijekom polusezone \| Merkur je odustao tijekom polusezone \| Merkur je odustao tijekom polusezone \| - 1. SSK Maribor ide u završnicu prvenstva | Rezultati: 2. 10. 1927. Svoboda – Merkur 2:0 9. 10. 1927. Rapid – Svoboda 5:0, Ptuj – Merkur 2:1 23. 10. 1927. Svoboda – Ptuj 1:1, Železničar – Merkur 3:1 30. 10. 1927. Maribor – Rapid 1:0, Rapid – Ptuj 3:0 (pf) 6. 11. 1927. Maribor – Merkur 5:0, Ptuj – Železničar 4:2 13. 11. 1927. Maribor – Svoboda 7:0, Rapid – Železničar 3:0 (pf) 20. 11. 1927. Rapid – Merkur 11:1, Maribor – Železničar 3:0 (pf) 27. 11. 1927. Svoboda – Železničar 4:0, Maribor – Ptuj 3:0 19. 2. 1927. Rapid – Svoboda 3:0, Maribor – Železničar 4:1 26. 2. 1927. Železničar – Svoboda 3:1, Rapid – Ptuj 8:1 18. 3. 1927. Maribor – Ptuj 13:1, Rapid – Železničar 2:1 25. 3. 1927. Maribor – Svoboda 6:0, Železničar – Ptuj 9:5 1. 4. 1927. Ptuj – Svoboda 2:1, Maribor – Rapid 3:0 (pf) |                                      |                                      |                                      |                                      |                                      |                                      |                                      |
| mj. | klub | ut.                                  | pob.                                 | ner.                                 | por.                                 | gol+                                 | gol-                                 | bod                                  |
| 1. | 1. SSK Maribor | 8                                    | 8                                    | 0                                    | 0                                    | 40                                   | 2                                    | 16                                   |
| 2. | Rapid | 8                                    | 6                                    | 0                                    | 2                                    | 24                                   | 6                                    | 12                                   |
| 3. | SK Ptuj | 8                                    | 2                                    | 1                                    | 5                                    | 14                                   | 40                                   | 5                                    |
| 4. | Železničar | 8                                    | 2                                    | 0                                    | 6                                    | 16                                   | 26                                   | 4                                    |
| 5. | Svoboda | 8                                    | 1                                    | 1                                    | 6                                    | 7                                    | 27                                   | 3                                    |
| 6. | Merkur | Merkur je odustao tijekom polusezone | Merkur je odustao tijekom polusezone | Merkur je odustao tijekom polusezone | Merkur je odustao tijekom polusezone | Merkur je odustao tijekom polusezone | Merkur je odustao tijekom polusezone | Merkur je odustao tijekom polusezone |

## Završnica prvenstva
| Prva momčad    |               | Druga momčad   | Rezultat     |                                                                                 |
| Poluzavršnica  | Poluzavršnica | Poluzavršnica  | 29. 4. 1928. |                                                                                 |
| -------------- | ------------- | -------------- | ------------ | ------------------------------------------------------------------------------- |
| 1. SSK Maribor | –             | Athletik Celje | 3:0 (pf)     |                                                                                 |
| Završnica      | Završnica     | Završnica      | 27. 5. 1928. |                                                                                 |
| Primorje       | –             | 1. SSK Maribor | 2:1          | LJNP je poništio utakmicu zbog pristranosti suca, stoga je igrana nova utakmica |
|                |               |                | 3. 6. 1928.  |                                                                                 |
| Primorje       | –             | 1. SSK Maribor | 1:2          | Rezultat na kraju nije uračunat                                                 |

- Primorje je protiv ove utakmice uložilo prosvjed Jugoslavenskom nogometnom savezu, koji je na kraju presudio da je prva utakmica regularna i Primorje proglasilo prvakom.
- Primorje iz Ljubljane postalo je prvak podsaveza i kvalificiralo se za prednatjecanje za prvenstvo Jugoslavije u nogometu 1928.

## Poveznice
- Ljubljanski nogometni podsavez
- Prvenstvo Jugoslavije u nogometu 1928.
- Prednatjecanje za prvenstvo Jugoslavije u nogometu 1928.

## Vanjske poveznice
- Zgodovina nogometa v Kraljevini SHS/Jugoslaviji in v času okupacije
- Zbornik Medobčinske nogometne zveze Ljubljana 1920–2020
- RSSSF
- exYUfudbal
- claudionicoletti.eu